# Arantxa Urretabizkaia
Arantxa Urretabizkaia Bejarano, née en 1947 à Saint-Sébastien est une écrivaine et journaliste basque espagnole. Célèbre pour ses romans, elle est également scénariste et poétesse. Elle est membre de l'Académie de la langue basque depuis 1983. 

## Biographie
Arantxa Urretabizkaia est née le 1er juillet 1947 à Txomin Enea dans le quartier Loiola de Saint-Sébastien. À l'âge de trois ans, sa famille emménage dans le quartier Egia de la même ville. Elle rejoint Barcelone pour ses études où elle est diplômée en histoire en 1975.
Son début de carrière est lié à la maison d'édition basque Lur. Proche de Ramon Saizarbitoria et de Ibon Sarasola, féministe, elle devient une figure engagée de la littérature basque. 
Elle entame également une carrière dans la presse en 1977 au journal Egin, puis travaille pour d'autres médias tels la EITB, El Diario Vasco (en particulier dans le supplément Open), Deia et El Mundo. En tant que journaliste, elle obtient le prix Rikardo Arregi.  
Elle est mariée à l'acteur Xabier Elorriaga et vit à Fontarrabie depuis de nombreuses années.  